# Transporte (Durango)
Transporte es una localidad del estado mexicano de Durango. Es parte del municipio de Gómez Palacio.

## Demografía
| Gráfica de evolución demográfica |
|                                  |

| Censo | Población |
| ----- | --------- |
| 1910  | 52        |
| 1921  | 167       |
| 1930  | 4         |
| 1940  | 263       |
| 1950  | 332       |
| 1960  | 486       |
| 1970  | 661       |
| 1980  | 921       |
| 1990  | 1 200     |
| 2000  | 2 049     |
| 2010  | 2 624     |
| 2020  | 1 309     |